# Vuelve el lobo
Vuelve el lobo es una película de wéstern mexicana de 1952 dirigida por Vicente Oroná y protagonizada por Dagoberto Rodríguez, Flor Silvestre y Rosa de Castilla. Fue filmada en los Estudios Churubusco en la Ciudad de México. Los decorados de la película fueron diseñados por el director de arte Ramón Rodríguez Granada. Ésta fue la última parte de una trilogía de películas de wéstern centradas en el personaje de El Lobo, precedida por El lobo solitario y La justicia del lobo (ambas del mismo año).

## Argumento
El Lobo enfrenta ahora a un hacendado que, en complicidad con su amante, se disfraza como él para cometer delitos y culparlo a él.

## Reparto
- Dagoberto Rodríguez como Jorge de Alba, 'El Lobo'.
- Flor Silvestre como Lupita Gutiérrez.
- Tito Novaro como Rodrigo Hernández.
- Federico Curiel como Pichirilo.
- Rosa de Castilla como Marta de Alba.
- Gloria Mange como Laura.
- Aurora Walker como Nana.
- José L. Murillo como Comisario.
- Enrique del Castillo como Fernando Rojas.